# Joe Thornton
Joseph Eric Thornton, meglio noto come Joe (London, 2 luglio 1979), è un hockeista su ghiaccio canadese naturalizzato statunitense che gioca nel ruolo di centro nei Toronto Maple Leafs, squadra della National Hockey League.
Fu selezionato come prima scelta assoluta dai Boston Bruins nel draft del 1997, squadra per cui giocò per sette stagioni. Verso la fine del 2005 fu ceduto agli Sharks. Nella stagione 2005-06, trascorsa fra Boston e San Jose, riuscì ad imporsi nell'Art Ross Trophy e nell'Hart Memorial Trophy, rispettivamente come miglior marcatore della stagione regolare e miglior giocatore del campionato. La visione sul ghiaccio di Thornton, la forza nei tiri, le abilità nei passaggi e lo stile di gioco aggressivo lo hanno portato a diventare uno dei centri più forti dell'intera lega. Grazie al suo fisico imponente, 193 cm per 106 kg, è stato soprannominato "Jumbo Joe".

## Carriera

### Club

#### Giovanili
Thornton crebbe giocando in numerose squadre giovanili partendo dalla sua città di origine, St. Thomas. Nel suo percorso di formazione dopo gli St. Thomas Travelers si unì nel 1993-94 agli Elgin-Middlesex Chiefs. Nello stesso anno iniziò inoltre a militare nei St. Thomas Stars, squadra della Ontario Hockey Association (OHA), lega seconda solo all'Ontario Hockey League. Nel campionato successivo giocò per gli Stars l'intero campionato, collezionando 104 punti in sole 50 partite.
Il debutto per Thornton nell'Ontario Hockey League fu nella stagione 1995–96, con la maglia dei Sault Ste. Marie Greyhounds. Nella sua prima annata mise a segno 76 punti, vincendo i premi come miglior esordiente della OHL e della Canadian Hockey League.  Nella stagione successiva Thornton segnò 41 reti e totalizzò 122 punti, secondo nella lega dietro solo a Marc Savard degli Oshawa Generals; quell'anno fu selezionato nel secondo All-Star Team della OHL.

#### Boston Bruins (1997–2005)
Al termine della sua seconda stagione in OHL, Thornton fu selezionato in prima posizione assoluta nel corso dell'NHL Entry Draft del 1997 da parte dei Boston Bruins. Disputò con i Bruins la sua prima stagione in NHL nel 1997–98, tuttavia ebbe difficoltà ad inserirsi nella squadra e soffrì di alcuni acciacchi fisici. La sua prima rete in NHL arrivò il 3 dicembre 1997 nel successo per 3-0 contro i Philadelphia Flyers. La sua stagione da rookie terminò con il bilancio di 7 punti in 55 partite. Nella stagione successiva Thornton fu capace di dare un impatto maggiore, raggiungendo 41 punti in 81 gare, oltre ad altri 9 punti in 11 gare di playoff.
Thornton diventò un vero giocatore chiave per il roster dei Bruins, aumentando ancora nelle due stagioni seguenti il numero di punti collezionati. All'inizio della stagione 2002–03 fu nominato capitano della squadra, come successore di Jason Allison, il quale si era trasferito ai Los Angeles Kings nel 2001; la posizione di capitano fu vacante per tutta la stagione successiva alla partenza di Allison. Nella prima stagione da capitano Thornton raggiunse 68 punti in 66 partite. L'anno seguente superò per la prima volta l'importante risultato dei 100 punti in stagione regolare, grazie a 36 gol e a 65 assist. Nell'intera lega si classificò in terza posizione alle spalle di Peter Forsberg dei Colorado Avalanche e di Markus Näslund dei Vancouver Canucks.

#### HC Davos (2004-2005)
Dopo aver segnato 73 punti in 77 partite nell'annata 2003–04, Thornton a causa del lockout della NHL andò a giocare per l'HC Davos, squadra della Lega Nazionale A. Fu compagno di linea di due altre stelle della NHL emigrate oltreoceano, Rick Nash e Niklas Hagman. In quell'occasione i grigionesi vinsero il campionato e la Spengler Cup. Da allora Nash e Thornton si tengono in contatto con l'allenatore Arno del Curto e l'HC Davos, Thornton in particolare ogni estate trascorre un mese insieme alla squadra.

#### Da Boston a San Jose (2005)
Con la ripresa della stagione 2005–06, Thornton nell'estate del 2005 divenne un free agent, insoddisfatto delle condizioni della franchigia dei Bruins, soprattutto dopo alcune polemiche riguardo alle sue prestazioni nei playoff del 2004. Thornton fu criticato per la sua scarsa leadership, forse a causa dell'attribuzione prematura del ruolo di capitano, e per lo scarso impegno nei playoff rispetto alla stagione regolare. Per l'inizio della stagione successiva trovò un accordo di massima con la squadra valido per tre anni.
I Bruins iniziarono la stagione con diversi problemi di risultati, nelle posizioni basse di classifica; anche per quello il 30 novembre 2005 Thornton fu ceduto agli San Jose Sharks all'interno di uno maxi-scambio, nel quale giunsero in cambio a Boston gli attaccanti Marco Sturm, Wayne Primeau ed il difensore Brad Stuart. Al momento dello scambio Thornton era il capocannoniere dei Bruins, seppure con un breve margine di vantaggio.

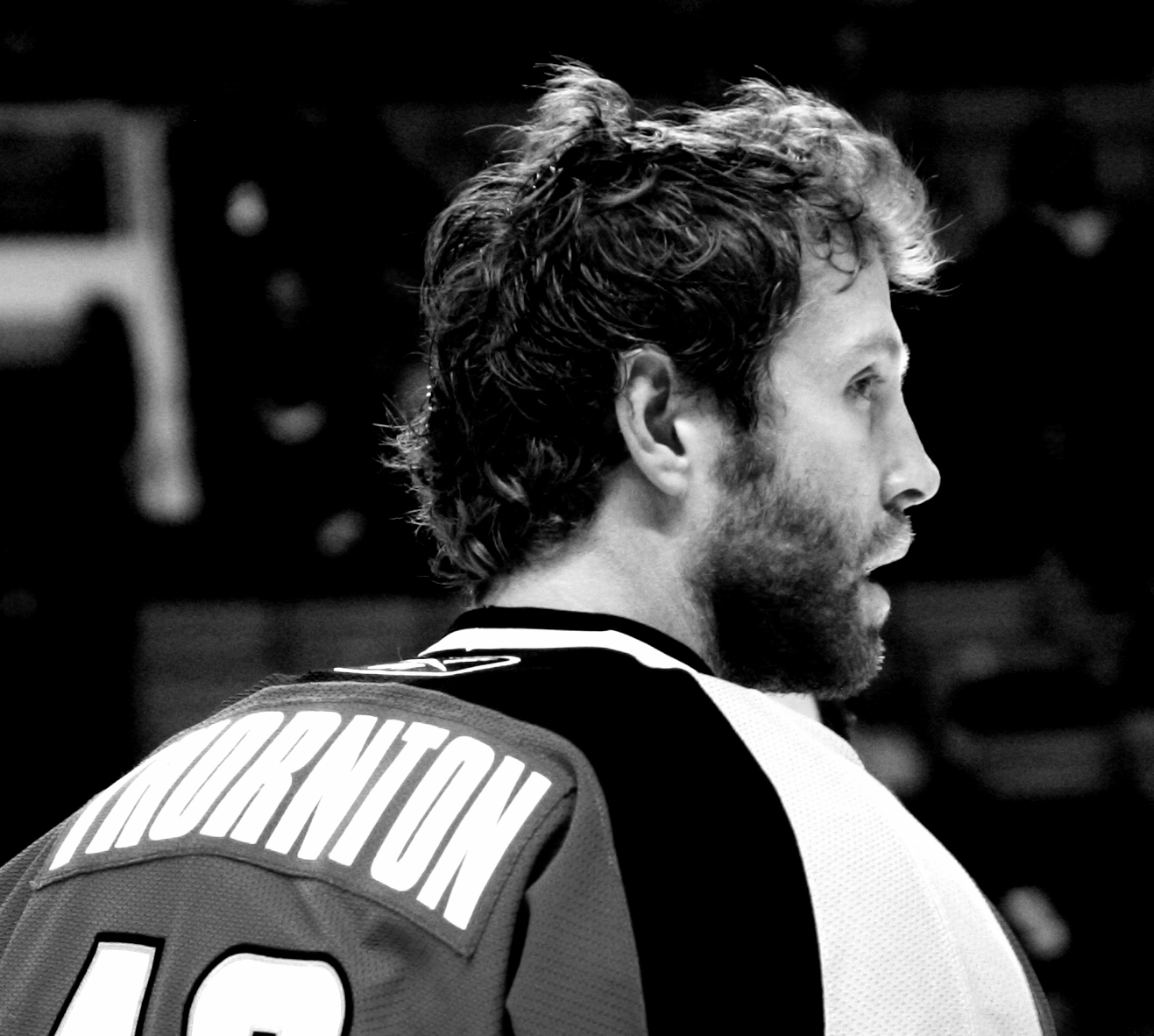
Thornton durante la fase di riscaldamento nel febbraio 2007.

#### San Jose Sharks e lockdown 2012 con Davos (2006-2012)
Dopo l'arrivo a San Jose, Thornton fece la fortuna degli Sharks, trovando presto l'intesa con l'ala Jonathan Cheechoo. Il 30 marzo del 2006 si guadagnò la "A" di assistente capitano nell'incontro con i Phoenix Coyotes. Nelle restanti 58 partite di regular season mise a segno ben 92 punti, permettendoglio con i suoi 96 assist e 125 punti di conquistare l'Art Ross Trophy, come miglior capocannoniere della NHL. Egli divenne il primo giocatore a vincere tale trofeo dopo aver cambiato squadra durante la stagione. Grazia anche all'aiuto di Thornton, Cheechoo conquistò il Maurice Richard Trophy, grazie alle 56 reti. Nei playoff, tuttavia, Thornton fu ancora una volta criticato per il suo gioco, capace di produrre solo due gol e sette assist in 11 partite.  Al termine della stagione ricevette anche il premio come MVP della stagione regolare, l'Hart Memorial Trophy. Come l'Art Ross, anche l'Hart Memorial fu vinto per la prima volta da un giocatore militante in due squadre durante la stessa stagione.

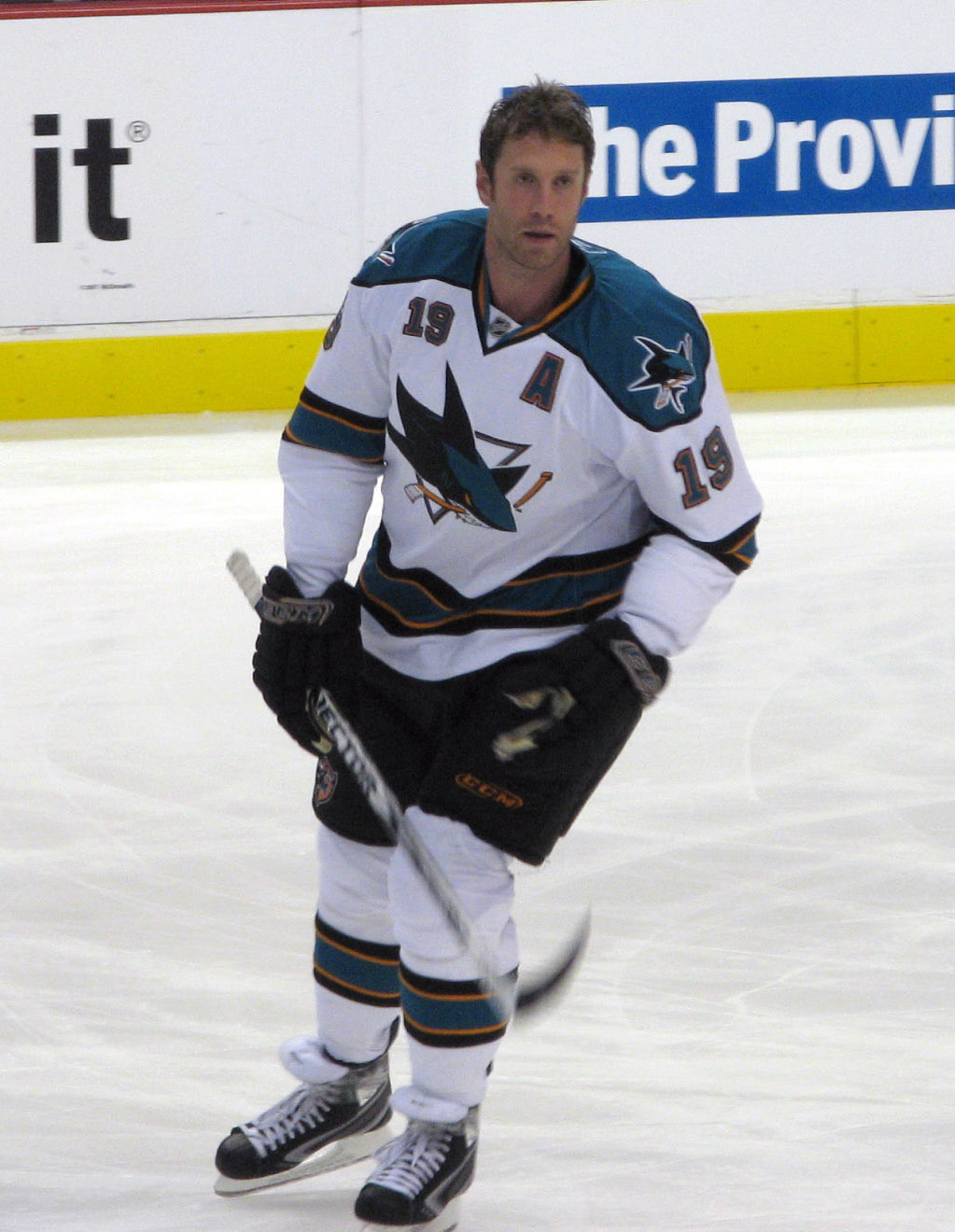
Thornton con gli Sharks nell'ottobre 2007

Thornton cominciò l'annata 2006–07 come capitano alternativo stabile, ma lottò contro un fastidioso infortunio all'alluce guarito nel gennaio del 2007. Dopo la guarigione Thornton ritornò a piena disposizione della squadra, giungendo però in seconda posizione come miglior cannoniere alle spalle di Sidney Crosby, autore di 6 punti in più di lui. Grazie però ai suoi 92 assist Thornton diventò il terzo giocatore della storia in NHL capace di concludere due stagioni consecutive con oltre 90 assist seasons, dopo Wayne Gretzky e Mario Lemieux.
Dopo i playoff, dove furono eliminati dai Detroit Red Wings, Thornton firmò un'estensione del contratto per tre stagioni da 21,6 milioni di $, valido fino al giugno 2011. Nel 2007-08 Thornton marcò 96 punti (29 gol e 67 assist), mentre l'anno successivo fu eletto capitano della selezione della Western Conference nell'NHL All-Star Game di Montréal.
Nel settembre del 2009, gli Sharks acquistarono Dany Heatley dagli Ottawa Senators, in cambio dell'ex-compagno di linea Jonathan Cheechoo, l'ala Milan Michálek ed una scelta al secondo giro. Thornton, Heatley, ed il capitano Patrick Marleau trovarono subito l'accordo, ottenendo una delle migliori stagioni regolari della storia della franchigia. Gli Sharks infatti giocarono i playoff 2010 con il miglior ranking nella Western Conference per il secondo anno consecutivo. Furono eliminati in finale di conference dai futuri campioni, i Chicago Blackhawks.
Prima dell'inizio della stagione 2010-11, il 7 ottobre 2010, Thornton fu scelto come nuovo capitano degli San Jose Sharks, l'ottavo della franchigia. Nove giorni più tardi firmò un nuovo contratto da tre anni per 21 milioni di $. Thornton firmò all'inizio della stagione il suo quarto hat trick in NHL contro Martin Brodeur nel successo per 5-2 contro i New Jersey Devils. Nel corso della stagione superò Marleau nella classifica di miglior assistman della storia degli Shark. Thornton firmò il suo 1.000º punto con una rete contro i Phoenix Coyotes l'8 aprile 2011.
Durante il lockout della stagione 2012-13 Thornton fece ritorno in Svizzera con Rick Nash all'HC Davos, disputando 33 incontri per un totale di 36 punti. Nel mese di dicembre prese parte anche alla Coppa Spengler 2012, giungendo in finale contro il Team Canada, vincitore del trofeo.

### Nazionale

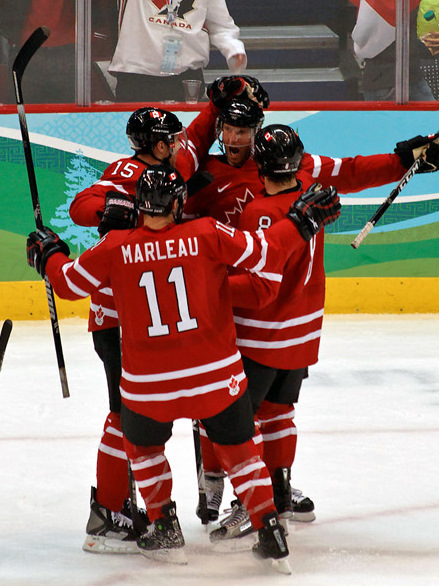
Thornton (secondo da destra) festeggia per un gol alle olimpiadi invernali di Vancouver.

Thornton fu selezionato per la nazionale U-20 in occasione del Campionato mondiale di hockey su ghiaccio Under-20 1997 in Svizzera, nonostante avesse allora solo diciotto anni. In sette partite registrò quattro punti, conquistando la medaglia d'oro. Due anni più tardi arrivò l'esordio nella nazionale maggiore, ne mondiali del 2001 in Germania. Thornton in sei partite fece un gol ed un assist, ed il Canada fu eliminato ai quarti di finale dagli Stati Uniti.
La sua convocazione successiva fu per la World Cup of Hockey 2004. Grazie anche al suo gol e ai cinque assist in sei partite, il Canada ebbe la meglio in finale per 3-2 sulla Finlandia. Nei mondiali del 2005 in Austria, Thornton fu il capocannoniere con sei reti e dieci assist in 9 partite, e fu nominato MVP del torneo. Il Canada giunse in quell'occasione alla medaglia d'argendo, sconfitta in finale per 3-0 dalla Repubblica Ceca.
Thornton fece il suo esordio olimpico a Torino nel 2006. Per il Canada segnò 3 punti in 6 partite, per poi essere sconfitti dalla Russia nei quarti. Fu richiamato per le olimpiadi di Vancouver del 2010. Thornton giocò nella stessa linea dei suoi compagni di squadra Dany Heatley e Patrick Marleau, oltre ad avere nel roster in difesa anche Dan Boyle. Thornton in sette partite fece un gol ed un assist, conquistando per il Canada la medaglia d'oro.
Dopo un'assenza di sei anni, è tornato in nazionale in occasione della World Cup of Hockey 2016, anch'essa vinta.

## Vita privata
Thornton è sposato con Tabea Pfendsack, conosciuta durante la sua permanenza in Svizzera nella stagione 2004-2005. La coppia ha una figlia, Ayla, nata il 14 luglio 2010. Nato a London, nell'Ontario, Thornton ha ricevuto la cittadinanza statunitense nel luglio del 2009 durante una cerimonia a Campbell, piccolo centro fuori San Jose. Joe e l'ex-compagno di squadra Scott Thornton sono cugini.

## Statistiche
Statistiche aggiornate ad aprile 2012.

### Club
| Stagione   | Squadra                     | Stagione regolare | Stagione regolare | Stagione regolare | Stagione regolare | Stagione regolare | Stagione regolare | Playoff | Playoff | Playoff | Playoff | Playoff |
| Stagione   | Squadra                     | Lega              | P                 | G                 | A                 | Pt                | PIM               | P       | G       | A       | Pt      | PIM     |
| ---------- | --------------------------- | ----------------- | ----------------- | ----------------- | ----------------- | ----------------- | ----------------- | ------- | ------- | ------- | ------- | ------- |
| 1995-1996  | Sault Ste. Marie Greyhounds | OHL               | 66                | 30                | 46                | 76                | 51                | 4       | 1       | 1       | 2       | 11      |
| 1996-1997  | Sault Ste. Marie Greyhounds | OHL               | 59                | 41                | 81                | 122               | 123               | 11      | 11      | 8       | 19      | 24      |
| 1997-1998  | Boston Bruins               | NHL               | 55                | 3                 | 4                 | 7                 | 19                | 6       | 0       | 0       | 0       | 9       |
| 1998-1999  | Boston Bruins               | NHL               | 81                | 16                | 25                | 41                | 69                | 11      | 3       | 6       | 9       | 4       |
| 1999-2000  | Boston Bruins               | NHL               | 81                | 23                | 37                | 60                | 82                | -       | -       | -       | -       | -       |
| 2000-2001  | Boston Bruins               | NHL               | 72                | 37                | 34                | 71                | 107               | -       | -       | -       | -       | -       |
| 2001-2002  | Boston Bruins               | NHL               | 66                | 22                | 46                | 68                | 127               | 6       | 2       | 4       | 6       | 10      |
| 2002-2003  | Boston Bruins               | NHL               | 77                | 36                | 65                | 101               | 109               | 5       | 1       | 2       | 3       | 4       |
| 2003-2004  | Boston Bruins               | NHL               | 77                | 23                | 50                | 73                | 98                | 7       | 0       | 0       | 0       | 4       |
| 2004-2005  | HC Davos                    | LNA               | 40                | 10                | 44                | 54                | 80                | 14      | 4       | 21      | 25      | 29      |
| 2005-2006  | Boston Bruins               | NHL               | 23                | 9                 | 24                | 33                | 6                 | -       | -       | -       | -       | -       |
| 2005-2006  | San Jose Sharks             | NHL               | 58                | 20                | 72                | 92                | 55                | 11      | 2       | 7       | 9       | 12      |
| 2006-2007  | San Jose Sharks             | NHL               | 82                | 22                | 92                | 114               | 44                | 11      | 1       | 10      | 11      | 10      |
| 2007-2008  | San Jose Sharks             | NHL               | 82                | 29                | 67                | 96                | 59                | 13      | 2       | 8       | 10      | 2       |
| 2008-2009  | San Jose Sharks             | NHL               | 82                | 25                | 61                | 86                | 56                | 6       | 1       | 4       | 5       | 5       |
| 2009-2010  | San Jose Sharks             | NHL               | 79                | 20                | 69                | 89                | 54                | 15      | 3       | 9       | 12      | 18      |
| 2010-2011  | San Jose Sharks             | NHL               | 80                | 21                | 49                | 70                | 47                | 18      | 3       | 14      | 17      | 16      |
| 2011-2012  | San Jose Sharks             | NHL               | 82                | 18                | 59                | 77                | 31                | 5       | 2       | 3       | 5       | 2       |
| 2012-2013  | HC Davos                    | LNA               | 33                | 12                | 24                | 36                | 43                | -       | -       | -       | -       | -       |
| 2012-2013  | San Jose Sharks             | NHL               | 48                | 7                 | 33                | 40                | 26                | 11      | 2       | 8       | 10      | 2       |
| Totale OHL | Totale OHL                  | Totale OHL        | 125               | 71                | 127               | 198               | 174               | 15      | 12      | 9       | 21      | 35      |
| Totale NHL | Totale NHL                  | Totale NHL        | 1125              | 331               | 787               | 1118              | 989               | 125     | 22      | 75      | 97      | 98      |

### Nazionale
| Stagione        | Livello         | Risultati       | Risultati | Risultati | Risultati | Risultati | Risultati |
| Stagione        | Livello         | Competizione    | P         | G         | A         | Pt        | PIM       |
| --------------- | --------------- | --------------- | --------- | --------- | --------- | --------- | --------- |
| 1996-1997       | Canada U-20     | Mondiali U20    | 7         | 2         | 2         | 4         | 0         |
| 2001            | Canada          | Mondiali        | 6         | 1         | 1         | 2         | 6         |
| 2004            | Canada          | World Cup       | 6         | 1         | 5         | 6         | 0         |
| 2005            | Canada          | Mondiali        | 9         | 6         | 10        | 16        | 4         |
| 2006            | Canada          | Olimpiadi       | 6         | 1         | 2         | 3         | 0         |
| 2010            | Canada          | Olimpiadi       | 7         | 1         | 1         | 2         | 0         |
| Totale carriera | Totale carriera | Totale carriera | 41        | 12        | 21        | 33        | 10        |

## Palmarès

### Club
- Campionato svizzero: 1

Davos: 2004-2005
- Coppa Spengler: 1

Davos: 2004

### Nazionale
- Campionato mondiale di hockey su ghiaccio Under-20: 1

Svizzera 1997
- World Cup of Hockey: 2

Canada 2004, Canada 2016
- Giochi olimpici: 1

Vancouver 2010

### Individuale
- Art Ross Trophy: 1

2005-2006
- Hart Memorial Trophy: 1

2005-2006
- NHL First All-Star Team: 1

2005-2006
- NHL Second All-Star Team: 2

2002-2003, 2007-2008
- NHL All-Star Game: 6

2002, 2003, 2004, 2007, 2008, 2009
- MVP del Campionato mondiale di hockey su ghiaccio: 1

Austria 2005
- Campionato mondiale di hockey su ghiaccio All-Star Team: 1

Austria 2005
- Maggior numero di assist al Campionato mondiale di hockey su ghiaccio: 1

Austria 2005 (10 assist)
- Capocannoniere del Campionato mondiale di hockey su ghiaccio: 1

Austria 2005 (16 punti)
- Miglior giocatore della LNA: 1

2004-2005
- OHL All-Rookie Team: 1

1995-1996
- CHL Rookie of the Year: 1

1995-1996
- Emms Family Award: 1

1995-1996